# Pohang Steelers
Pohang Steelers (Hangul: 포항 스틸러스) là một câu lạc bộ chuyên nghiệp của Hàn Quốc có trụ sở tại thành phố Pohang, tỉnh Gyeongsang Bắc và thi đấu tại K League 1, hạng đấu cao nhất của bóng đá Hàn Quốc. Steelers được thành lập vào ngày 1 tháng 4 năm 1973 dưới tên POSCO FC, được đặt theo tên công ty thép POSCO, công ty vẫn sở hữu câu lạc bộ cho đến ngày nay. Họ là một trong những đội bóng thành công nhất của Hàn Quốc, đã giành chức vô địch K League năm lần và giành ba lần chức vô địch AFC Champions League.

## Lịch sử
Câu lạc bộ được thành lập vào ngày 1 tháng 4 năm 1973 với tên gọi Pohang Iron & Steel Company FC, hoặc đơn giản là POSCO FC. Ban đầu, đội bóng hoạt động theo hình thức bán chuyên nghiệp, nhưng từ mùa giải 1984, họ chuyển sang chuyên nghiệp và đổi tên thành POSCO Dolphins. Một năm sau đó, họ đổi tên thành POSCO Atoms. Vào năm 1986, họ giành chức vô địch đầu tiên của mình và trải qua một giai đoạn thống trị trong giải đấu; từ năm 1985 đến năm 1998, họ liên tục nằm trong bốn đội hàng đầu của K League.
Năm 1995, câu lạc bộ tiếp tục đổi tên thành Pohang Atoms. Sự thay đổi tên này nhằm tăng cường mối liên kết địa phương với khu vực, và vào năm 1997, họ chính thức mang tên hiện tại là Pohang Steelers. Đội bóng đã giành chiến thắng tại Cúp Nhà vô địch Châu Á vào năm 1997 và 1998.
Trong những năm 2000, câu lạc bộ gặp khó khăn khi xếp gần cuối bảng xếp hạng, nhưng đã trở lại hàng đầu của bóng đá Hàn Quốc bằng việc giành chiến thắng ở giai đoạn một của 2004 K League Championship. Câu lạc bộ đã giành quyền vào trận chung kết giải đấu cuối cùng của mùa giải năm 2004, nhưng đã thua với tỉ số 4-3 trong loạt sút luân lưu trước Suwon Samsung Bluewings.
Năm 2007, câu lạc bộ đã giành chiến thắng trong vòng play-off bằng cách đánh bại Seongnam Ilhwa Chunma, đội xếp đầu trong mùa giải thường xuyên của K League. Pohang giành chiến thắng 3-1 ở trận lượt đi trên sân nhà, sau đó đến Seongnam để thi đấu trận lượt về và giành chiến thắng 1-0, tổng tỷ số 4-1 để giành chức vô địch. Pohang kết thúc mùa giải K League ở vị trí thứ năm, nhưng sau đó đánh bại Gyeongnam FC, Ulsan Hyundai Horang-i, Suwon Samsung Bluewings và cuối cùng là Seongnam Ilhwa Chunma trong vòng play-off để giành chức vô địch.
Pohang tiếp tục tham gia vào vòng play-off trong mùa giải năm 2008 sau khi kết thúc mùa giải ở vị trí thứ năm, nhưng đã bị loại khỏi trận play-off sau loạt sút luân lưu với Ulsan Hyundai. Tuy nhiên, câu lạc bộ đã có thành tích tốt hơn trong 2008 Korean FA Cup. Sau khi đánh bại Seongnam Ilhwa Chunma ở tứ kết, Pohang loại bỏ Daegu FC ở bán kết và sau đó đánh bại Gyeongnam FC trong trận chung kết để đảm bảo suất tham dự 2009 AFC Champions League.
Trong AFC Champions League 2009, Steelers đã đánh bại Umm-Salal của Qatar với tổng tỷ số 4-1 ở bán kết để tiến vào trận chung kết AFC Champions League đầu tiên trong lịch sử. Steelers đã đánh bại câu lạc bộ Saudi Arabia Al-Ittihad với tỷ số 2-1 tại Sân vận động Quốc gia ở Tokyo, Nhật Bản để giành chức vô địch. Trong mùa giải K League 2009, Pohang một lần nữa giành quyền vào vòng play-off của giải đấu sau khi kết thúc mùa giải thường xuyên ở vị trí thứ hai, cùng điểm với FC Seoul nhưng vượt trội về hiệu số bàn thắng. Steelers được trực tiếp vào bán kết, nhưng đã thua Seongnam Ilhwa Chunma. Tuy nhiên, vị trí cuối mùa giải thường xuyên đã giúp họ giành quyền tham gia vòng bảng AFC Champions League 2010.
Sau khi kết thúc mùa giải K League 2009, tại FIFA Club World Cup 2009 vào tháng 12, Steelers đã giành vị trí thứ ba sau khi đánh bại câu lạc bộ Mexico Atlante với tỷ số 4-3 trong loạt sút luân lưu.